# Slaget ved Kostalden (Kammerat Napoleon)
Slaget ved Kostalden er et slag i romanen Kammerat Napoleon (originaltitel Animal Farm) af den engelske forfatter George Orwell. Romanens handling er et spejlbillede på Sovjetunionens historie, og Slaget ved Kostalden repræsenterer den russiske borgerkrig.
I begyndelsen af bogen lykkes det dyrene på Grevegården at smide gårdejeren mr. Jones ud. Menneskene mener, det vil gå skidt på gården, men alt viser sig at fungere fint under dyrenes ledelse.
Dyrene er overvist om, at menneskene vil prøve at generobre gården som forudset af grisen Snowball, for han er meget intelligent. Og faktisk ankommer mr. Jones og adskillige andre mennesker den12. oktober og angriber Dyrenes Gård. Den intelligente Snowball, som også er en af dyrenes anførere, sender duer og gæs ud for at forvirre fjenden, hvorefter han står i spidsen for et angreb af får. Fårene lader som om de trækker sig tilbage og lokker dermed menneskene længere ind på gården. Resten af dyrenes dukker nu op og afskærer menneskene fra at flygte. Dyrene går så til angreb. Et får dør af et skud, og Snowball bliver såret. Men menneskene drives bort. En staldknægt er blevet ramt af hesten Boxer og er tilsyneladende død, men det viser sig, at han kun er besvimet.
Hændelsen bliver kendt som "Slaget ved Kostalden" i dyrenes historie. Dyrene begraver det døde får og udnævner det til "Dyrenes helt, anden klasse". Snowball og Boxer bliver udnævnt til "Dyrenes helt, første klasse". Dyrene finder mr. Jones' bøsse og beholder den som sejrstrofæ for at affyre den på årsdagen for revolutionen (Sct. Hans dag) og årsdagen for Slaget ved Kostalden.
Efter grisen Napoleons kup forsøger hans propagandamaskine at omskrive historien, så Napoleon bliver helten og dyrenes evige beskytter, dvs. at det var Napoleon, der var ansvarlig for sejren og ikke Snowball. I Napoleons propaganda bliver Snowball til en kujon, som ikke deltog i slaget, og til sidst bliver han til anføreren for menneskene.

Denne artikel er en oversættelse af artiklen Battle of the Cowshed på den engelske Wikipedia. Oversættelsen tager i sin sprogbrug desuden udgangspunkt i den danske udgave af Kammerat Napoleon (Søren Gyldendals Klassikere 2000), oversat af Ole Brandstrup.